# Ligue mondiale masculine de water-polo 2011
Navigation
Édition précédente Édition suivante
La Ligue mondiale 2011 est la dixième édition de la Ligue mondiale de water-polo masculin, compétition annuelle organisée par la Fédération internationale de natation (FINA). Elle est remportée par l’équipe de Serbie, tenante du titre, lors de la finale contre l'équipe d’Italie, le 26 juin 2011.
Chaque zone continentale organise des qualifications entre équipes invitées à participer. Leurs huit vainqueurs participent à une super finale organisée du 21 au 26 juin 2011 à Florence, en Italie, dans le complexe municipal Paolo-Costoli (portant le nom d'un nageur italien des années 1930).
Au terme de la super-finale, un quota olympique est attribué au vainqueur pour le tournoi masculin des Jeux olympiques d'été de 2012, organisés à Londres.

## Équipes participant à la super finale
L'équipe du pays hôte est directement qualifiée. Si elle occupe une place qualifiante de son continent, c'est l'équipe arrivée seconde qui est qualifiée pour le groupe concerné.
Qualifiées d'Amérique :
- Canada,
- États-Unis.

Qualifiées d'Asie et d'Océanie :
- Australie,
- Chine.

Qualifiées européennes :
- Croatie,
- Italie (en tant que pays hôte),
- Monténégro,
- Serbie.

Aucune équipe de la Confédération africaine de natation n'est qualifiée, ses qualifications continentales ayant été annulées.

## Qualifications
Les équipes nationales sont invitées par la FINA à participer aux qualifications de la Ligue mondiale d'après leurs résultats ou leurs progrès récents. Ces qualifications sont organisées par zone continentale ou par regroupement de deux zones continentales selon le nombre d'équipes participantes.
Les matches ne peuvent pas se terminer sur un score d'égalité, une séance de tirs au but (« T ») départagent les équipes. Dans ces cas, le vainqueur marque deux points au classement et le perdant un point, au lieu respectivement de trois points et zéro en cas de score inégal.

### Afrique
Le tour des qualifications africaines devait se dérouler du 13 au 15 mai 2011 à Alger, en Algérie. Il est annoncé « annulé » par la Fédération internationale de natation.

### Amérique
Le premier tour des qualifications américaines a lieu du 12 au 15 mai 2011 à Costa Mesa, aux États-Unis. Il consiste en deux matches entre les équipes du Canada et des États-Unis, seules participantes et donc sûres d'être qualifiées pour la super finale.
| Rang | Équipe     | Pts | J | G | N | P | Bp | Bc | Diff |
| ---- | ---------- | --- | - | - | - | - | -- | -- | ---- |
| 1    | États-Unis | 6   | 2 | 2 | 0 | 0 | 16 | 11 | +5   |
| 2    | Canada     | 0   | 2 | 0 | 0 | 2 | 11 | 16 | -5   |

| Date   |            | Score |        | Quarts-temps          |
| ------ | ---------- | ----- | ------ | --------------------- |
| 13 mai | États-Unis | 8-5,  | Canada | 0-1 ; 2-2 ; 2-1 ; 4-1 |
| 15 mai | États-Unis | 8-6,  | Canada | 2-1 ; 2-2 ; 2-3 ; 2-0 |

### Asie et Océanie
Le premier tour des qualifications asiatiques et océaniennes devait avoir lieu du 12 au 14 mai 2011 à Christchurch, en Nouvelle-Zélande. À la suite du séisme du 22 février 2011, cependant, il est déplacé du 9 au 13 mai à Auckland. Le second tour se déroule du 16 au 20 mai à Sydney, en Australie.
Les équipes d'Australie et de Chine se qualifient pour la super finale.
| Rang | Équipe           | Pts | J | G | N | P | Bp  | Bc  | Diff |
| ---- | ---------------- | --- | - | - | - | - | --- | --- | ---- |
| 1    | Australie        | 24  | 8 | 8 | 0 | 0 | 110 | 47  | +63  |
| 2    | Chine            | 17  | 8 | 5 | 4 | 2 | 72  | 65  | +7   |
| 3    | Japon            | 12  | 8 | 4 | 0 | 4 | 86  | 61  | +25  |
| 4    | Kazakhstan       | 7   | 8 | 2 | 1 | 5 | 78  | 81  | -3   |
| 5    | Nouvelle-Zélande | 0   | 8 | 0 | 0 | 8 | 44  | 134 | -90  |

| Date               |                  | Score  |                  | Quarts-temps                    |
| ------------------ | ---------------- | ------ | ---------------- | ------------------------------- |
| Tournoi d'Auckland |                  |        |                  |                                 |
| 9 mai              | Japon            | 10-8   | Kazakhstan       | - ; -                           |
| 9 mai              | Nouvelle-Zélande | 4-22   | Australie        | 1-5 ; 1-8 ; 1-4 ; 1-5           |
| 10 mai             | Kazakhstan       | 7-9    | Chine            | - ; -                           |
| 10 mai             | Nouvelle-Zélande | 3-17   | Japon            | - ; -                           |
| 11 mai             | Australie        | 11-7   | Kazakhstan       | 2-4 ; 2-1 ; 3-2 ; 4-0           |
| 11 mai             | Japon            | 6-7    | Chine            | - ; -                           |
| 12 mai             | Chine            | 7-15   | Australie        | 2-4 ; 2-5 ; 0-4 ; 3-2           |
| 12 mai             | Nouvelle-Zélande | 5-12   | Kazakhstan       | - ; -                           |
| 13 mai             | Japon            | 6-8    | Australie        | 1-1 ; 2-3 ; 1-1 ; 2-3           |
| 13 mai             | Nouvelle-Zélande | 6-12   | Chine            | - ; -                           |
| Tournoi de Sydney  |                  |        |                  |                                 |
| 16 mai             | Chine            | 12-6   | Nouvelle-Zélande | 4-0 ; 4-3 ; 2-2 ; 2-1           |
| 16 mai             | Australie        | 11-5,  | Kazakhstan       | 3-1 ; 2-1 ; 3-1 ; 3-2           |
| 17 mai             | Australie        | 22-3,  | Nouvelle-Zélande | 8-2 ; 6-0 ; 4-1 ; 4-0           |
| 17 mai             | Japon            | 11-10  | Kazakhstan       | 3-1 ; 2-2 ; 4-2 ; 2-5           |
| 18 mai             | Chine            | 7-7    | Kazakhstan       | 2-3 ; 4-0 ; 1-2 ; 0-2 ; T : 5-3 |
| 18 mai             | Australie        | 12-10, | Japon            | 3-2 ; 3-2 ; 3-4                 |
| 19 mai             | Japon            | 6-8    | Chine            | 1-1 ; 2-3 ; 1-3 ; 2-1           |
| 19 mai             | Kazakhstan       | 17-12  | Nouvelle-Zélande | 4-2 ; 4-1 ; 4-6 ; 5-3           |
| 20 mai             | Nouvelle-Zélande | 5-20   | Japon            | 1-4 ; 0-2 ; 2-5 ; 2-9           |
| 20 mai             | Australie        | 9-5,   | Chine            | 4-3 ; 1-1 ; 3-1 ; 1-0           |

### Europe
Les douze équipes européennes invitées sont réparties en trois groupes à l'intérieur desquels les équipes se rencontrent en matches allers et retours du 16 novembre 2010 à une sixième journée prévue le 19 avril 2011.
Le premier de chaque groupe se qualifie pour la super finale ; le deuxième dans le groupe C si l'équipe d'Italie - pays hôte de la super finale - termine à la première place.

#### Groupe A
| Rang | Équipe    | Pts | J | G | N | P | Bp | Bc | Diff |
| ---- | --------- | --- | - | - | - | - | -- | -- | ---- |
| 1    | Serbie    | 13  | 6 | 4 | 1 | 1 | 70 | 46 | +24  |
| 2    | Espagne   | 11  | 6 | 3 | 2 | 1 | 58 | 57 | +1   |
| 3    | Allemagne | 9   | 6 | 2 | 2 | 2 | 45 | 61 | -16  |
| 4    | Macédoine | 2   | 6 | 0 | 1 | 5 | 44 | 65 | -21  |

| Date        |           | Score |           | Quarts-temps                  |
| ----------- | --------- | ----- | --------- | ----------------------------- |
| 16 novembre | Serbie    | 10-6  | Macédoine | 1-0 ; 4-3 ; 3-1 ; 2-2         |
| 16 novembre | Espagne   | 9-9   | Allemagne | 4-3 ; 1-1 ; 3-1 ; 1-4 T : 2-3 |
| 7 décembre  | Macédoine | 8-12  | Espagne   | 2-4 ; 3-3 ; 2-1 ; 1-4         |
| 7 décembre  | Allemagne | 9-13  | Serbie    | 2-3 ; 2-2 ; 1-5 ; 4-3         |
| 25 janvier  | Espagne   | 4-12  | Serbie    | 0-4 ; 1-3 ; 2-2 ; 1-3         |
| 25 janvier  | Allemagne | 7-6   | Macédoine | 2-2 ; 1-0 ; 1-3 ; 3-1         |
| 21 février  | Allemagne | 8-9   | Espagne   | 2-2 ; 4-1 ; 1-3               |
| 22 février  | Macédoine | 4-12  | Serbie    | 1-2 ; 2-5 ; 1-2 ; 0-3         |
| 22 mars     | Serbie    | 9-10  | Allemagne | - ; -                         |
| 5 avril     | Espagne   | 12-6  | Macédoine | 5-2 ; 3-1 ; 3-2 ; 1-1         |
| 19 avril    | Serbie    | 10-10 | Espagne   | 1-2 ; 3-3 ; 3-2 ; 3-3 T : 4-2 |
| 19 avril    | Macédoine | 9-9   | Allemagne | 2-2 ; 2-4 ; 3-1 ; 2-2 T : 5-3 |

#### Groupe B
| Rang | Équipe     | Pts | J | G | N | P | Bp | Bc | Diff |
| ---- | ---------- | --- | - | - | - | - | -- | -- | ---- |
| 1    | Monténégro | 17  | 6 | 5 | 1 | 0 | 76 | 30 | +46  |
| 2    | Roumanie   | 13  | 6 | 4 | 1 | 1 | 54 | 48 | +6   |
| 3    | Russie     | 6   | 6 | 2 | 0 | 4 | 49 | 52 | -3   |
| 4    | Turquie    | 0   | 6 | 0 | 0 | 6 | 20 | 69 | -49  |

| Date        |            | Score |            | Quarts-temps          |
| ----------- | ---------- | ----- | ---------- | --------------------- |
| 16 novembre | Monténégro | 17-2  | Turquie    | 5-1 ; 5-1 ; 2-0 ; 4-0 |
| 16 novembre | Russie     | 7-8   | Roumanie   | 3-3 ; 2-1 ; 1-3 ; 1-1 |
| 7 décembre  | Roumanie   | 6-15  | Monténégro | 1-2 ; 1-5 ; 1-4 ; 3-4 |
| 7 décembre  | Turquie    | 3-9   | Russie     | - ; -                 |
| 25 janvier  | Russie     | 9-12  | Monténégro | 3-2 ; 1-4 ; 3-2 ; 2-4 |
| 25 janvier  | Roumanie   | 10-4  | Turquie    | 5-2 ; 0-1 ; 4-1 ; 1-0 |
| 22 février  | Turquie    | 2-9   | Monténégro | - ; -                 |
| 22 février  | Roumanie   | 11-8  | Russie     | 3-2 ; 5-3 ; 3-1 ; 0-2 |
| 22 mars     | Monténégro | 5-5   | Roumanie   | - ; - ; P : 4-3       |
| 22 mars     | Russie     | 13-4  | Turquie    | - ; -                 |
| 19 avril    | Monténégro | 14-3  | Russie     | 4-1 ; 3-1 ; 4-0       |
| 19 avril    | Turquie    | 5-11  | Roumanie   | 3-3 ; 0-6 ; 2-1 ; 0-1 |

#### Groupe C
| Rang | Équipe   | Pts | J | G | N | P | Bp | Bc | Diff |
| ---- | -------- | --- | - | - | - | - | -- | -- | ---- |
| 1    | Croatie  | 17  | 6 | 5 | 1 | 0 | 68 | 41 | +27  |
| 2    | Italie   | 13  | 6 | 4 | 1 | 1 | 57 | 41 | +16  |
| 3    | Grèce    | 6   | 6 | 2 | 0 | 4 | 42 | 49 | -7   |
| 4    | Pays-Bas | 0   | 6 | 0 | 0 | 6 | 31 | 67 | -36  |

| Date        |          | Score |          | Quarts-temps                  |
| ----------- | -------- | ----- | -------- | ----------------------------- |
| 16 novembre | Croatie  | 15-7  | Pays-Bas | 4-0 ; 3-2 ; 2-3 ; 6-2         |
| 16 novembre | Italie   | 11-6  | Grèce    | 4-3 ; 2-1 ; 4-0 ; 1-2         |
| 7 décembre  | Grèce    | 4-10  | Croatie  | 1-2 ; 1-3 ; 1-2 ; 1-3         |
| 7 décembre  | Pays-Bas | 6-16  | Italie   | 1-3 ; 2-7 ; 2-3 ; 1-3         |
| 25 janvier  | Italie   | 6-10  | Croatie  | 1-1 ; 2-4 ; 2-2 ; 1-3         |
| 25 janvier  | Grèce    | 11-4  | Pays-Bas | 4-1 ; 1-0 ; 5-0 ; 1-3         |
| 22 février  | Pays-Bas | 6-9   | Croatie  | 2-2 ; 1-3 ; 2-3 ; 1-1         |
| 22 février  | Grèce    | 4-7   | Italie   | 1-1 ; 1-3 ; 1-2 ; 1-1         |
| 22 mars     | Croatie  | 14-10 | Grèce    | 4-2 ; 3-3 ; 4-2 ; 3-3         |
| 22 mars     | Italie   | 9-5   | Pays-Bas | 1-0 ; 3-0 ; 3-2 ; 2-3         |
| 19 avril    | Croatie  | 6-6   | Italie   | 3-2 ; 1-3 ; 1-0 ; 1-1 T : 4-2 |
| 19 avril    | Pays-Bas | 3-7   | Grèce    | 0-1 ; 1-3 ; 0-1 ; 2-2         |

## Super finale
La super finale entre les huit qualifiés a lieu du 21 au 26 juin 2011 à Florence, en Italie.

### Cérémonie d’ouverture

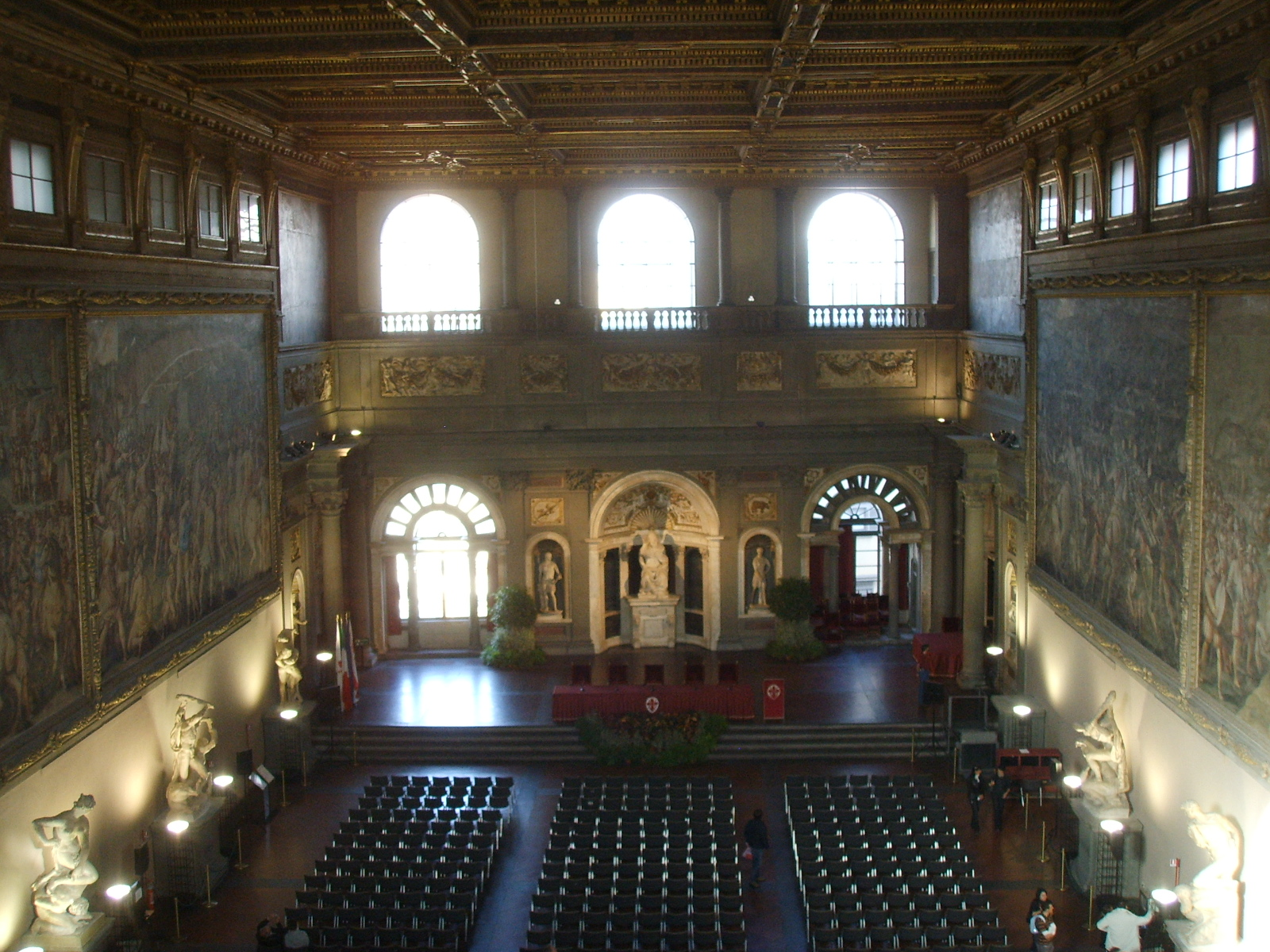
Le Salone dei Cinquecento dans l’hôtel de ville de Florence.

Le 20 juin, dans le centre historique de Florence, est organisé un défilé des équipes entourées d’artistes en costumes médiévaux depuis la cathédrale Santa Maria del Fiore jusqu'à la Piazza della Signoria où ils pénètrent dans le Palazzo Vecchio, l'hôtel de ville. Dans le Salone dei Cinquecento, le maire de la ville accueille les sportifs.

### Tour préliminaire
Ce tour détermine les rencontres des quarts de finale selon le classement final des équipes de chacun des deux groupes.
Les matches ne peuvent pas se terminer sur un score d'égalité, une séance de tirs au but (« T ») départagent les équipes. Dans ces cas, le vainqueur marque deux points au classement et le perdant un point, au lieu respectivement de trois points et zéro en cas de score inégal.

#### Groupe A
| Rang | Équipe     | Pts | J | G | N | P | Bp | Bc | Diff |
| ---- | ---------- | --- | - | - | - | - | -- | -- | ---- |
| 1    | Serbie     | 8   | 3 | 2 | 1 | 0 | 37 | 19 | +18  |
| 2    | Italie     | 7   | 3 | 2 | 1 | 0 | 34 | 26 | +8   |
| 3    | États-Unis | 3   | 3 | 1 | 0 | 2 | 22 | 27 | -5   |
| 4    | Chine      | 0   | 3 | 0 | 0 | 3 | 17 | 38 | -21  |

| Date    |            | Score |            | Quarts-temps                    |
| ------- | ---------- | ----- | ---------- | ------------------------------- |
| 21 juin | Serbie     | 13-2  | Chine      | 3-1 ; 5-0 ; 3-0 ; 2-1           |
| 21 juin | États-Unis | 4-10  | Italie     | 1-3 ; 0-2 ; 1-3 ; 2-2           |
| 22 juin | États-Unis | 13-6  | Chine      | 4-3 ; 3-2 ; 4-1 ; 2-0           |
| 22 juin | Serbie     | 11-11 | Italie     | 2-4 ; 3-2 ; 2-1 ; 4-4 ; T : 2-1 |
| 23 juin | Serbie     | 11-5  | États-Unis | 3-1 ; 4-1 ; 3-1 ; 1-2           |
| 23 juin | Chine      | 9-12  | Italie     | 2-4 ; 3-3 ; 2-3 ; 2-2           |

#### Groupe B
| Rang | Équipe     | Pts | J | G | N | P | Bp | Bc | Diff |
| ---- | ---------- | --- | - | - | - | - | -- | -- | ---- |
| 1    | Croatie    | 9   | 3 | 3 | 0 | 0 | 36 | 19 | +17  |
| 2    | Monténégro | 5   | 3 | 1 | 1 | 1 | 21 | 22 | -1   |
| 3    | Australie  | 4   | 3 | 1 | 1 | 1 | 24 | 28 | -4   |
| 4    | Canada     | 0   | 3 | 0 | 0 | 3 | 22 | 34 | -12  |

| Date    |            | Score |           | Quarts-temps                    |
| ------- | ---------- | ----- | --------- | ------------------------------- |
| 21 juin | Monténégro | 8-6   | Canada    | 1-3 ; 2-1 ; 3-1                 |
| 21 juin | Australie  | 6-12  | Croatie   | 0-4 ; 1-1 ; 3-3 ; 2-4           |
| 22 juin | Monténégro | 5-11  | Croatie   | 1-4 ; 2-2 ; 1-2 ; 1-3           |
| 22 juin | Australie  | 13-8  | Canada    | 4-2 ; 4-2 ; 2-2 ; 3-2           |
| 23 juin | Monténégro | 4-4   | Australie | 2-1 ; 1-1 ; 0-1 ; 1-1 ; T : 4-1 |
| 23 juin | Canada     | 8-13  | Croatie   | 3-3 ; 2-3 ; 3-4 ; 0-3           |

### Quarts de finale
Les huit équipes participent aux quarts de finale : les premiers de chaque groupe affrontent les quatrièmes de l'autre, les deuxièmes et les troisièmes de groupes différents s'opposant.
| Date    |            | Score |            | Quarts-temps                    |
| ------- | ---------- | ----- | ---------- | ------------------------------- |
| 24 juin | Italie     | 7-6   | Australie  | 1-0 ; 3-2 ; 2-1 ; 1-3           |
| 24 juin | États-Unis | 6-6   | Monténégro | 0-3 ; 3-1 ; 1-1 ; 2-1 ; T : 4-3 |
| 24 juin | Serbie     | 19-7  | Canada     | 6-3 ; 3-2 ; 5-1                 |
| 24 juin | Chine      | 5-15  | Croatie    | 2-5 ; 1-4 ; 1-1 ; 1-5           |

### Demi-finales
| Date    |            | Score |         | Quarts-temps                    |
| ------- | ---------- | ----- | ------- | ------------------------------- |
| 25 juin | Italie     | 8-8   | Croatie | 4-2 ; 2-1 ; 0-1 ; 2-4 ; T : 5-3 |
| 25 juin | États-Unis | 5-8   | Serbie  | 1-3 ; 0-2 ; 1-2 ; 3-1           |

### Finale et matches de classement
| Date                        |            | Score  |            | Quarts-temps          |
| Finale                      | Finale     | Finale | Finale     | Finale                |
| --------------------------- | ---------- | ------ | ---------- | --------------------- |
| 26 juin                     | Italie     | 7-8    | Serbie     | 2-2 ; 1-1 ; 2-2 ; 2-3 |
| Matches de classement 3e/4e |            |        |            |                       |
| 26 juin                     | États-Unis | 5-11   | Croatie    | 2-3 ; 2-4 ; 0-1 ; 1-3 |
| Matches de classement 5e/8e |            |        |            |                       |
| 25 juin                     | Australie  | 14-4   | Chine      | 4-0 ; 3-3 ; 3-1 ; 4-0 |
| 25 juin                     | Monténégro | 16-7   | Canada     | 5-1 ; 3-2 ; 4-2       |
| 26 juin 5e/6e               | Australie  | 7-8    | Monténégro | 3-1 ; 2-2 ; 0-1 ; 2-4 |
| 26 juin 7e/8e               | Chine      | 9-10   | Canada     | 2-3 ; 2-2 ; 3-4 ; 2-1 |

## Bilan et honneurs

### Classement final
|   | Équipes    |
| - | ---------- |
| 1 | Serbie     |
| 2 | Italie     |
| 3 | Croatie    |
| 4 | États-Unis |
| 5 | Monténégro |
| 6 | Australie  |
| 7 | Canada     |
| 8 | Chine      |

L'équipe de Serbie reçoit un quota pour le tournoi masculin des Jeux olympiques de 2012, organisés à Londres deux étés plus tard.

### Honneurs
Filip Filipović (Serbie) est le meilleur buteur de la compétition avec seize buts. Le second de ce classement, Alex Giorgetti (Italie), est désigné meilleur joueur tandis que le meilleur gardien est Soro Slobodan (Serbie).
La presse sportive présente désigne l’équipe idéale composée du Croate Sandro Sukno, des Italiens Alex Giorgetti, Christian Presciutti, Stefano Tempesti, et des Serbes Filip Filipović, Andrija Prlainović et Vanja Udovičić.